# Pabellón de reposo
Pabellón de reposo es una novela del escritor español Camilo José Cela.

## Descripción
La obra, que se publicó por entregas en la revista El Español entre marzo y agosto de 1943, aparecería editada de forma conjunta en 1944. Se trata de la segunda novela del escritor. Pabellón de reposo, que contrasta con la acción de La familia de Pascual Duarte, es descrita por el propio autor como «una novela en la que no pasa nada». Narra las vivencias de siete enfermos de tuberculosis internados en un sanatorio ubicado en los alrededores de Madrid. Cela, que padeció la enfermedad, pudo inspirarse en su estancia en 1942 en el sanatorio de Hoyo de Manzanares. Fue escrita por Cela a caballo entre Madrid y la localidad abulense de Navas del Marqués.